# 董拟沼螺
董拟沼螺（学名：Assiminea violacea），是中腹足目山椒螺科山椒螺属的一种。主要分布于中国大陆，常栖息在潮间带。